# Mary Ward (científica)
Mary Ward, nascuda com Mary King, (27 d'abril de 1827 – 31 d'agost de 1869 Comtat d'Offlay) va ser una científica autodidàctica i il·lustradora irlandesa, coneguda principalment pel seu treball com a divulgadora científica, va ser pionera en la publicació de detallades observacions microscòpiques a través del seu llibre publicat el 1857 Sketches with the Microscope (Esbossos amb el microscopi).

## Biografia
Mary Ward va néixer en el si d'una família aristocràtica del comtat irlandès de Offaly. Era la filla petita del reverend Henry King y de Hariette Lloyd. Ella i les seves germanes van ser educades a casa, com la majoria de les noies de l'època, tanmateix, en la seva educació va tenir molta importància el coneixement científic atès que pertanyia a una família científica de renom. Des de molt jove ja va manifestar interès per la ciència i el món natural, afició que seus pares van recolzar constantment, i quan l'astrònom James South la va veure estudiar els insectes amb una lupa per poder dibuixar-los, va suggereix al seu pare que li regalés un microscopi per veure millor els petits detalls. A partir d'aleshores va començar a llegir tot el que podia trobar sobre microscòpia, i va aprendre de manera autodidàctica fins a esdevenir-ne una experta. Tanmateix el seu camí científic, el va iniciar en l'astronomia, interès que compartia amb el seu cosi William Parson astrònom que va construir telescopi "Leviathan of Parsonstown", i de fet mentre el construïa, Ward anava dibuixant-ne totes les etapes. Es va casar el 1854 amb Henry William Crosbie Ward, cinquè vescomte de Bangor i va tenir tres fills i cinc filles. Per cobrir les despeses familiar va començar a guanyar-se la vida com a il·lustradora científica.
Il·lustracions (selecció)

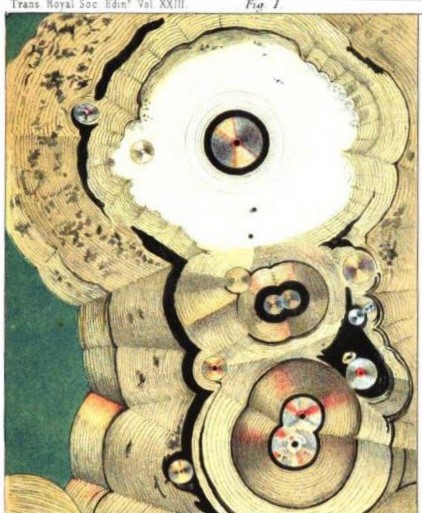
Il·lustració (1) per a un article de David Brewster
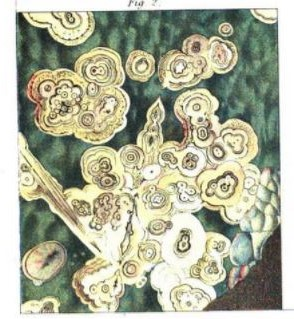
Il·lustració (2) per a un article de David Brewster
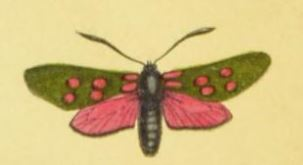
Gitaneta (Zygaena filipendulae), dins de A world of wonders, p.3

Malgrat el seu treball en l'àmbit científic, Mary Ward mai va obtenir un títol universitari atès que les dones d'aquesta època no els estava permès assistir a la universitat. Va ser una de les tres úniques dones que rebia el butlletí de la Royal Astronomical Society (les altres eren la reina Victoria i Mary Somerville, científica que va donar nom al Somerville College de la Universitat d'Oxford).

## Mort
El 31 d'agost de 1869, quan tenia 42 anys, va morir quan va caure sota les rodes d'un cotxe de vapor experimental construït pels seus cosins. Com que l'esdeveniment va ocórrer l'any 1869, es considera que és la primera persona al món, que se sàpiga, que hagi mort per un vehicle de motor.

## Llegat
El seu primer llibre sobre el microscopi Sketches with the Microscope va ser editat per Shields of Parsonstown el 1857.i només es van imprimir 250 còpies. Més tard el llibre va ser publicat en 1864 per Groombridge & Sons amb el títol The World of Wonders Revealed by the Microscope Teachings.
El seu microscopi, els accessoris i els llibres s'exhibeixen a Castle Ward, al comtat de Down i a la casa de William Parsons a Birr Castle, al Comptat d'Offaly.